# Ultrakurzperiodischer Planet

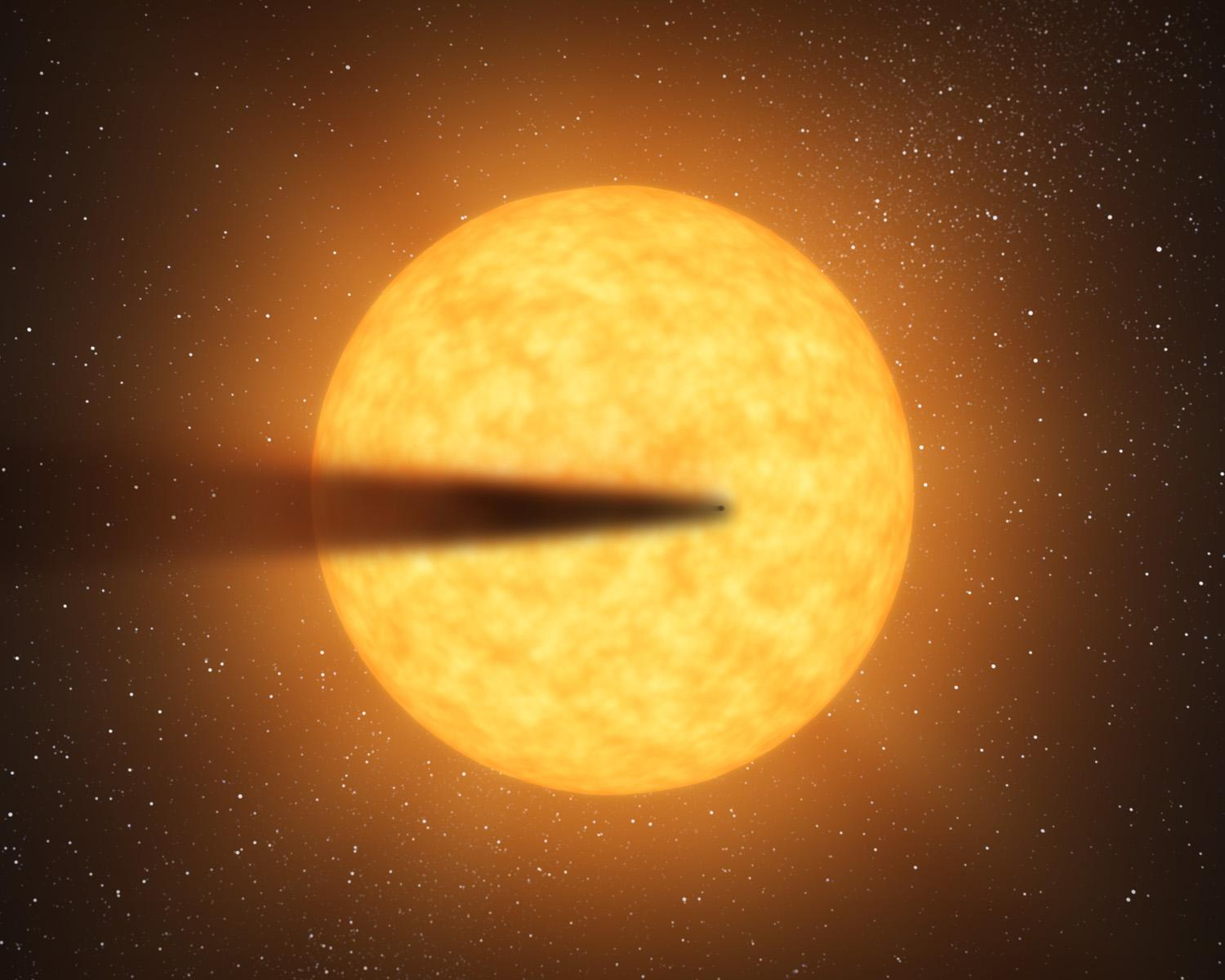
Künstlerische Darstellung der vom ultrakurzperiodischen Planeten KIC 12557548b ausgehenden Staubwolke

Ein Ultrakurzperiodischer Planet (englisch ultra-short period planet, kurz USPP) ist ein Exoplanet mit einer Umlaufdauer von weniger als einigen Tagen und einer Oberflächentemperatur von mehr als 1000 Kelvin (ca. 730 °C) auf der Tagseite. Bekannte Beispiele sind KIC 12557548b, 55 Cancri e, CoRoT-7 b und Kepler-10b.

## Definition
Die Definition der ultrakurzperiodischen Planeten erfolgt in den meisten Fällen über die Umlaufdauer: während einige Autoren eine strikte Obergrenze von einem Tag setzen, nehmen andere einen unspezifischen Wert von einigen Tagen.
Nimmt man eine Obergrenze von einem Tag, dann treten USPP mit einer Wahrscheinlichkeit von 0,5 Prozent um G-Zwerge und 0,8 Prozent um K-Zwerge auf.

## Eigenschaften
Aufgrund des geringen Abstands zu ihrem Zentralstern ist die Wahrscheinlichkeit eines Transits, der durch einen Bedeckungslichtwechsel nachweisbar ist, bei 40 Prozent. Ebenfalls aufgrund der geringen Entfernung zwischen dem ultrakurzperiodischen Planeten und seinem Zentralstern erreichen die Radialgeschwindigkeiten Werte von einigen m/s, wodurch eine Massenbestimmung des Planeten auch bei lichtschwachen Sternen möglich wird, und zwar spektroskopisch.
Die kürzeste bekannte Umlaufdauer beträgt 4,25 Stunden bei KOI 1843.03. Um einer Zerstörung durch Gezeitenkräfte zu entgehen, muss der Super Mercury aus fast reinem Eisen bestehen. Falls bestätigt, handelt es sich um den ersten Nachweis eines Eisenplaneten.
Die Bahnexzentrizität liegt bei allen beobachteten USPP bei 0, und die Planeten scheinen eine gebundene Rotation zu verführen.
Die Oberflächentemperatur kann Werte von einigen Tausend Kelvin erreichen, wodurch der Planet direkt im Infraroten nachgewiesen werden kann.
Im Fall von KIC 12557548b kann in der Lichtkurve nach dem Transit eine Depression beobachtet werden, die als Staubfahne entlang der Bahn des Exoplaneten interpretiert wird. Die Oberfläche des Planeten ist geschmolzen, das verdampfte Material erreicht genügend kinetische Energie, um aus dem Gravitationsfeld zu entkommen und als Staub zu kondensieren.

## Entwicklung
Die ultrakurzperiodischen Planeten haben – mit wenigen Ausnahmen – Durchmesser in der Größenordnung der Erde. Sie verfügen über eine hohe Dichte, die charakteristisch für eine Zusammensetzung aus Gestein und Eisen ist. Es handelt sich wahrscheinlich um ehemalige Sub-Neptuns, die aufgrund der starken stellaren Strahlung ihre Atmosphäre verloren haben.
Die USPP können ebenso wenig wie die Hot Jupiter an ihrem jetzigen Ort entstanden sein und sind erst später zu ihrer jetzigen Position gewandert. Die Ursachen sind wahrscheinlich bei beiden Arten von Exoplaneten identisch:
- Planeten-Planeten-Streuung aufgrund von Bahnresonanzen
- die Darwin-Instabilität
- der Kozai-Effekt
- Reibung in zirkumstellaren Scheiben.

Die weitere Entwicklung der USPP dürfte zu einem langsamen weiteren Sinken der Bahnachse führen bis zu einem Eintauchen in die Sternatmosphäre.